# Модельний електродвигун
Модельний електродвигун — будь-який електричний двигун, що спричиняє рух моделі (ходовий двигун). Про двигуни, що рухають виконавчі механізми, див. статтю сервомашинка.
На моделях знаходять широке вживання колекторні і безколекторні електродвигуни.
Колекторні мотори широко застосовуються на авто і судномоделях, де немає настільки жорстких, як в авіамоделізмі вимог до мінімальної маси двигуна.
На літаючих моделях широко використовуються безколекторні електродвигуни. Обмотки в такому двигуні нерухомо закріплені на статорі (нерухома частина двигуна), а ротор оснащений постійними магнітами. Комутацію обмоток в них здійснює не механічний колектор, а спеціальний електронний регулятор - драйвер. Така конструкція значно підвищує ККД мотора та дозволяє отримувати високу потужність при значно менших размірах і масі в порівнянні з колекторним мотором.

## Особливості модельних електродвигунів
Деякі авіамодельні двигуни випускаються в зборі з редуктором.

## Типи колекторних електродвигунів, що застосовуються на різних видах моделей

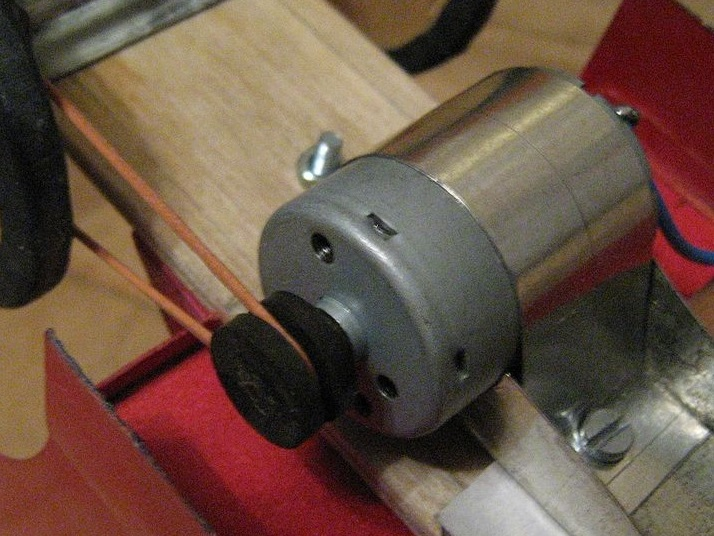
Застосування модельного електродвигуна класу 300 на кордової моделі автомобіля

По-перше, двигуни розділяються по класах залежно від розмірів (довжина корпусу в міліметрах х 10):
- 130 клас
- 280 клас
- 300 клас
- 370 клас
- 540 клас

По-друге, бувають двигуни із закритим і з відкритим щітковим вузлом. Закритий щітковий вузол означає що двигун нерозбірний і його не можна обслуговувати. В двигунів з відкритим вузлом знімається задня кришка, можна знімати щітки і витягати ротор.

## Класифікація двигунів
У автомоделях по спортивній класифікації двигуни бувають наступних класів:
- Стандарт
- Стік
- Модифід

## Аналоги бесколлекторного вузла
Найближчим аналогом УКД по механічній характеристиці є безколекторний електродвигун (вентильний електродвигун, в якому електронним аналогом щітково-колекторного вузла є інвертор з датчиком положення ротора (ДПР).

## Налаштування
Потужність, крутний момент, максимальні оберти залежать від кількості витків у двигуні і потужності (типові) використаних постійних магнітів. Момент і оберти також залежать від числа магнітних полюсів ротора і статора двигуна.
У спортивних класах моделей, призначених для участі в змаганнях, існує не так багато можливостей змінити характеристики двигуна, тем паче що це може бути заборонено правилами.
У авіа- і судномоделях режим роботи двигуна налаштовують підбором гвинта з такими параметрами, при яких струм через двигун не перевищує максимальний, вказаний виробником.

## Обслуговування
Головною небезпекою є перегрів. Ця проблема стосується в найбільшій мірі автомоделей, оскільки їх кузови часто роблять максимально закритими, аби запобігти потраплянню всередину пилу і грязі. Але при цьому до двигуна не буде припливу повітря. Охолоджується двигун металевим радіатором, що облягає його корпус, інколи встановлюється невеликий вентилятор.
У судномоделях для охолоджування двигуна використовують воду, що забирається з-за борту. Вода прокачується по металевій трубці, обернутій довкола корпусу двигуна.